# Lake Barrowman
Der Lake Barrowman ist ein Gletschersee im Westland District der Region West Coast auf der Südinsel von Neuseeland.

## Namensherkunft
Der See wurde nach Bill Barrowman benannt, der in 1930 Jahren die Gegend um den Whataroa River erforschte.

## Geographie
Der Lake Barrowman befindet sich in den Neuseeländischen Alpen, rund 2,3 km westlich des 2502 m hohen Mount Huss, rund 2,4 km nordwestlich des Classen Glacier und rund 3,2 km östlich des Whymper Glacier oder das, was von den Gletschern aufgrund der Erderwärmung noch übrig ist. Der grünlich gefärbte See besitzt mit einer Länge von rund 605 m eine Südsüdost-Nordnordwest-Ausrichtung und misst an seiner breitesten Stelle rund 235 m in Westsüdwest-Ostnordost-Richtung. Bei einem Umfang von rund 1,5 km nimmt der See eine Fläche von 11 Hektar ein.
Gespeist wird der Lake Barrowman durch Gebirgsbäche und Gletscherwasser. Die Entwässerung des Sees findet am nordnordwestlichen Ende des Gewässers statt und versorgt den dort beginnenden Whataroa River, der später sein Ende in der Tasmansee findet.